# Mabini, Davao de Oro

Bản đồ của Compostela Valley với vị trí của Mabini

Mabini là một đô thị hạng 3 ở tỉnh Compostela Valley, Philippines. Theo điều tra dân số năm 2000, đô thị này có dân số 32.058 người trong 6.524 hộ.

## Các đơn vị hành chính
Mabini được chia thành 11 barangay.
- Cadunan
- Pindasan
- Cuambog (Pob.)
- Tagnanan (Mampising)
- Anitapan
- Cabuyuan
- Del Pilar
- Libodon
- Golden Valley (Maraut)
- Pangibiran
- San Antonio